# Det Liberale Parti (Island, 1998)
 For alternative betydninger, se Det Liberale Parti (Island).
Det Liberale Parti (islandsk: Frjálslyndi flokkurinn) var et islandsk liberalt politisk parti, der blev grundlagt i 1998 af fhv. minister Sverrir Hermannsson fra Selvstændighedspartiet. Det Liberale Parti fusionerede i 2012 med to borgergrupper til Daggry (Dögun) og nedlagdes dermed reelt. Dets sidste leder var Guðjón Arnar Kristjánsson.
Partiet støttede Islands NATO-medlemskab, men var imod Irakkrigen og EU-medlemskab. 
I 2006-07 blev det lille højrefløjsparti Ny kraft (Nýtt afl) en del af Det Liberale Parti, og det resulterede i, at det fremtrædende partimedlem Margrét Sverrisdóttir forlod partiet i protest og tilsluttede sig det nye miljøfokuserede parti Islandsbevægelsen – for et levende land (Íslandshreyfingin – lifandi land).
Op til valget i 2007 havde Det Liberale Parti bevæget sig fra at have haft hovedfokus på fiskekvoter og de små fiskersamfund til i stigende at fokusere på indvandring. Det Liberale Parti var på det tidspunkt det eneste islandske parti, der støttede en restriktiv lovgivning på indvandrerområdet, og partiet blev konsekvent anklaget for at være fremmedfjendsk. Partiet gennemførte i januar 2009 en medlemsundersøgelse for at afgøre dets holdning til EU. Resultatet blev, at Det Liberale Parti var imod islandsk EU-medlemskab.
I februar 2009 forlod to altingsmedlemmer partiet. Jón Magnússon meldte sig ind i Selvstændighedspartiet og Kristinn H. Gunnarsson meldte sig ind i Fremskridtspartiet.
Partiet røg ved valget i 2009 ud af Altinget.

## Valgresultater
| Valg | Stemmer | Stemmer | Mandater | Mandater | Position   |
| Valg | Antal   | %       | Antal    | +/-      | Position   |
| ---- | ------- | ------- | -------- | -------- | ---------- |
| 1999 | 6 919   | 4,2     | 2        | 2        | 5. største |
| 2003 | 13 523  | 7,4     | 4        | 2        | 5. største |
| 2007 | 13 233  | 7,3     | 4        | 0        | 5. største |
| 2009 | 4 148   | 2,2     | 0        | 4        | 6. største |